# .256 Newton
La .256 Newton era una bala d'alta velocitat rimless que va ser desenvolupada el 1913 per Charles Newton juntament amb Western Cartridge Company. Era una versió curta de la 30-06 Springfield i es va reduir a .264 amb un angle d'espatlla diferent. Encara que la .256 Newton i la 30-06 Springfield no són intercanviables, igual que tampoc ho són la .256 Newton i la 6.5-06.